# Зарощенське
Заро́щенське — селище Шахтарської міської громади Горлівського району Донецької області, Україна. Населення становить 348 осіб.

## Загальні відомості
Відстань до райцентру становить близько 9 км і проходить автошляхом місцевого значення.
Землі селища межують із територією с-ща. Дубове Шахтарської міської ради Донецької області.
Неподалік від селища розташований ботанічний заказник місцевого значення «Урочище Обушок»
Унаслідок російської військової агресії із серпня 2014 р. Зарощенське перебуває на території ОРДЛО.

## Населення
За даними перепису 2001 року населення селища становило 348 осіб, із них 53,74 % зазначили рідною мову українську та 46,26 % — російську.